# Stanley Pitiri Mwangulu
Stanley Pitiri Mwangulu (* 1. Oktober 1977) ist ein sambischer Badmintonspieler.

## Karriere
Stanley Mwangulu startete 1997 und 1999 bei den Badminton-Weltmeisterschaften sowie 1998 bei den Commonwealth Games. Bei den Botswana International 1995 wurde er ebenso Zweiter wie bei den Botswana International 1999. Bei den Kenya International 1999 belegte er Rang zwei im Doppel sowie Rang drei im Einzel und im Mixed.